# I Need A House
«I Need A House» es el segundo sencillo de Marie Serneholt de su primer álbum de estudio Enjoy The Ride. El sencillo fue lanzado el 6 de junio de 2006.
El tema se mantuvo durante tres semanas dentro del top 60 de Suecia y a pesar de su baja posición, la canción fue muy popular en su país natal. En las ventas digitales se mantuvo número dos, pero bajando muy rápido. El sencillo fue lanzado en Europa con una portada distinta y temas diferentes.
Marie promocionó su tema en Alemania donde debutó con el puesto #49 en el top 100 del mismo país, pero al no lograr un gran éxito el tema cayó hasta el puesto #79 en su segunda semana, solo se mantuvo dentro del top 100 durante cinco semanas más para después desaparecer.

## Video
El vídeo para «I Need A House» fue grabado en abril de 2006 en Suecia, y a pesar de que la canción fue un fracaso comparado con su anterior sencillo, el vídeo se pasaba constantemente por las cadenas de música en su país, siendo muy popular. En el vídeo se muestra a la cantante en distintas facetas donde la muestran en una casa cocinando, hablando por teléfono, tomando un baño, e incluso tomando el rol del marido.

## Lista de canciones
Suecia sencillo en CD
1. «I Need a House» Radio Versión - 3:00
2. «I Need a House» Instrumental - 3:00

Suecia Digital Download
1. «I Need a House» Instrumental - 3:00

Europa 2-Track sencillo en CD
1. «I Need a House» Radio Edit - 3:02
2. «I Need a House» Instrumental - 3:02

Europa CD Maxi
1. «I Need a House» Radio Edit - 3:02
2. «I Need a House» Michael Feiner Remix - 6:53
3. «I Need a House» Instrumental - 3:02
4. «Calling All Detectives» - 3:56
5. Video: «I Need a House» [New Video Edit]

## Posicionamiento
| Listas (2006)                   | Posición |
| ------------------------------- | -------- |
| Suecia Top 60 Singles           | #40      |
| Suecia Top 20 digital           | #2       |
| Polonia Top 70 Hits (Hot Lista) | #38      |
| Alemania Top 100 Singles        | #49      |
| Suiza Top 100 Singles           | #72      |